# 建新
建新（けんしん）は、ベトナム陳朝の少帝が使用した元号。1398年 - 1400年。

## 西暦・干支との対照表
| 建新 | 元年   | 2年    | 3年    |
| 西暦 | 1398年 | 1399年 | 1400年 |
| 干支 | 戊寅   | 己卯   | 庚辰   |